# Martin Armstrong (Schriftsteller)
Martin Donisthorpe Armstrong (* 2. Oktober 1882 in Newcastle-upon-Tyne; † 24. Februar 1974) war ein britischer Schriftsteller, Dichter, Herausgeber und Journalist. Der insbesondere in den 1930er Jahren in England populäre Autor, der das Medium des Rundfunks zu nutzen wusste, schrieb in einer Vielzahl von Formen, um sich später auf Fiktion zu spezialisieren. Mit seinen bis heute im britischen Unterricht beliebten Gedichten zählte er ebenfalls zu den Vertretern der Georgian Poetry. Einige seiner Kurzgeschichten, die man zum Horror- oder Fantasygenre zählen kann, werden international in der Szene geschätzt und erfuhren zum Teil eine Verfilmung.

## Leben
Am 2. Oktober 1882 bei Newcastle-upon-Tyne als ältester Sohn Charles Armstrongs in eine Familien der oberen Mittelklasse hineingeboren, erlebte Armstrong eine glückliche Kindheit, wie er in seiner Autobiographie Victorian Peep-Show (1938) beschrieb.
Der als typisch englisch beschriebene Armstrong war entfernt mit William Wordsworth verwandt. Seine Großmutter mütterlicherseits war Wordsworths Cousine.
Er ging auf die Charterhouse School und studierte am Pembroke College, Cambridge. Dort schloss er mit einem BA in Naturwissenschaften ab, interessierte sich aber dennoch für die Geisteswissenschaften, moderne Literatur, Musik und Kunst. Im Ersten Weltkrieg trat er als gemeiner Soldat in das Freiwilligenregiment der Artists’ Rifles ein. 1915 wurde er zum Middlesex Regiment in Frankreich abkommandiert und 1916 zum Leutnant befördert.
Durch seine Aufnahme in die von Edward Marsh herausgegebene Sammlung der Georgian Poetry 1920–22 (1922) wird er zu den Georgian Poets gezählt. Obwohl Armstrong von seinem Geburtsdatum her eher in den ersten Bänden zu erwarten gewesen wäre, war er erst im letzten Band vertreten. Dies lag vermutlich daran, dass sich sein Gedichttalent erst relativ spät entwickelte, als sich die Georgian Poetry schon dem Ende zuneigte. Nach seinem Militärdienst wurde er Journalist und Herausgeber. Dadurch kam er zum Schreiben von Gedichten und Prosa.
Obwohl er entfernter Nachfahre von Woodsworth war, konnte er mit der Romantik kaum etwas anfangen und zog die Dichter der Renaissance und die Metaphysiker vor. In der Berg Collection existieren vierzehn Briefe, die zwischen 1922 und 1937 zwischen Armstrong und Marsh ausgetauscht wurden. Sie belegen das Wohlbehagen und die Congenialität, die zwischen beiden vorlag. Obwohl sie sich zuvor noch nie gesehen hatten, akzeptierte Armstrong am 12. Januar 1922 die Einladung des Herausgebers mit seinen drei Gedichten (The Buzzards, Honey Harvest, Miss Thompson Goes Shopping, allesamt aus The Buzzards and Other Poems von 1921) im 5. Band der Georgian Poetry zu erscheinen. Im April dieses Jahres war er bei Marsh zu einem sehr indifferenten Pensionsessen eingeladen. Vor Ende des Jahres nannten sich beide beim Vornamen.
1929 heiratete er die kanadische Schriftstellerin Jessie McDonald nach ihrer Scheidung von Conrad Aiken. Dadurch wurde Martin Armstrong, der ursprünglich mit Conrad Aiken befreundet war, zum Stiefvater der jungen Joan Aiken, die dadurch weiterhin in einem komplett literarischen Umfeld aufwuchs. Conrad Aiken nahm seinerseits Züge Armstrongs, der in England als sein Literaturagent fungiert hatte, als Charakter in seinem Werk Ushant auf. Conrad Aiken und Martin Armstrong scheinen sich ohnehin literarisch wiederholt Spitzen gegeneinander geliefert zu haben, so wunderte sich Armstrong 1923 beispielsweise spitzzüngig über die Einschränkungen Aikens Lob gegenüber Emily Dickinson.
In gewisser Weise scheint Martin Armstrong auch den Impuls für den schriftstellerischen Weg Joan Aikens geliefert zu haben. In den späten 1930er Jahren schrieb Armstrong das Skript für Children's Hour der BBC, die sich Said the Cat to the Dog nannte. Diese Anregung verwendete Joan Aiken im Alter von 16 Jahren für eine Skizze mit dem Namen  Yes, But Today is Tuesday, in der die Armitage-Familie eines Dienstagmorgens aufwacht und ein Einhorn in ihrem Garten vorfindet. Diese Geschichte bot sie erfolgreich der BBC an.
Als die British Broadcasting Corporation sich nach dem Zweiten Weltkrieg an gesprochenen Neueditionen der Canterbury Tales wagte, wandte Armstrong in einer Besprechung das gute Argument ein, dass es zwar kein Problem sei für einen heutigen modernen Leser den Zeilen Geoffrey Chaucers zu folgen, diese aber beim Hören zu verstehen, wäre eine deutlich größere Herausforderung. So empfand er Nevill Coghills Inszenierung als verwirrend, aber dennoch gelungen, da Chaucer dank der Präzision seiner visuellen Details, seinem versteckten Humor und der Perfektion in der Porträtzeichnung geradezu für das Radio geschaffen sei.

## Rezeption
Manche hielten Armstrong für unterschätzt und stellten ihn in einer vergleichenden Studie auf eine Stufe mit D. H. Lawrence, Walter de la Mare, Leonard Alfred George Strong und Osbert Sitwell. Andererseits reklamierte man in seinen Gedichten eine gewisse Nachlässigkeit im Gebrauch von Adjektiven, während man seinen middle-class Humor bei der Beschreibung von alltäglichen Dingen lobte, so z. B. insbesondere beim Gedicht Miss Thompson Goes Shopping. Miss Thompson Goes Shopping wurde auch später aufgrund seiner bildhaften Sprache in Cambridge für die Gedichtanalyse benutzt. Außerdem lobte Mégroz Armstrongs Einfühlungsvermögen bei dem Beschreiben der Faszination von Musik, beispielsweise bei seiner Kurzgeschichte Symphony in G Minor aus The Bazaar oder in seiner Novelle Adrain Glynde, wo er die Möglichkeit nutzte gleichermaßen die Musik wie die Gedanken eines Musikers zu beschreiben.
Die Auswahl seiner drei Gedichte in Georgian Poetry wurde allgemein begrüßt, da sie insgesamt für gut befunden wurden – voll von Licht, Farben und Geschmack der realen Welt. Das bereits zuvor erwähnte Miss Thomspon Goes Shopping lobte man auch in diesem Fall für seinen Humor. Allem Anschein nach gehörte gerade dieses Gedicht aufgrund seiner Anschaulichkeit in Ausschnitten bis in die 1950er Jahre zum Unterrichtsstoff an englischen Schulen.
Selbst heute wird das Gedicht separat mit bezeichnenden Worten angeboten: The poem is a piece of pure fun and one can’t help picturing Armstrong smiling to himself as he wrote it. It tells of a shopping trip in the days before supermarkets, detailing the characterful shops and shop-keepers and an irresistible impulse buy. Und BBC Radio 4 nahm es noch 2010 in Roger McGoughs Sendung Poetry Please unter den vorzustellenden Gedichten auf, bei der ein Archivbeitrag von Henry Sandon eingespielt wurde.
Seine rund zwölf Romane, mit denen er noch die substantiellste Vollendung seines künstlerischen Schaffens anstrebte, haben sich weniger gut im Bildungskanon gehalten. Verfasst in der Edwardian tradition eines  Arnold Bennett oder John Galsworthy porträtieren sie die obere Mittelklassengesellschaft, der Armstrong selbst entstammte. Ihre Charaktere reflektieren meist jene Werte, für die er selbst eintrat: Respekt gegenüber Gerechtigkeit und Tradition, Liebe gegenüber der Landschaft und Sorge um die harmonische Beziehung zwischen den Geschlechtern. Gleichzeitig klagten seine Novellen jene Werte der Oberklasse an, die er bedauerte: Snobismus, Materialismus und Indifferenz. Diese konfliktreichen Elementen formten eine Art von Romanen, in denen Armstrongs Charaktere in einer fehlerhaften Welt oft vergeblich nach Zuneigung und Gerechtigkeit suchten.
Neben seinen Gedichten haben sich seine Kurzgeschichten bis heute in Anthologien in Erinnerung gehalten. Die Erzählung The pipe smoker aus der Kurzgeschichtensammlung General Buntop's Miracle and Other Stories von 1934 hat sich bis heute in breiter Erinnerung gehalten, da sie in verschiedenen Horroranthologien bis heute abgedruckt wurde. Eines der bekannteren Beispiele ist die Merchandising-Anthologie-Reihe Alfred Hitchcock Presents..., in deren zweiter Ausgabe von 1963 diese Geschichte neben Werken von u. a. Ambrose Bierce, DuBose Heyward, August Derleth, Alexander Woollcott und Alfred Noyes ihren Platz fand. In der Folge wurde das Werk auch ins Norwegische übersetzt und in dortigen Anthologien aufgenommen: so 1975 in  Kaldt nedover ryggen: Spøkelseshistorier von André Bjerke. In diesem Fall vereinte die Zusammenstellung auch Werke unter anderem von Agatha Christie, Edgar Allan Poe, H.G. Wells, D.H. Lawrence, Hugh Walpole, Arthur Conan Doyle und Guy de Maupassant. Armstrong schien auch eine besondere Affinität zu Ambrose Bierce zu haben, da er das Vorwort zu The Eyes of the Panther verfasste.
Nachdem Armstrongs Kurzgeschichten in einigen englischsprachigen Short-Story-Anthologien der 1930er Jahre im deutschsprachigen Raum veröffentlicht wurden, gab man drei Jahre nach seinem Tod bezeichnenderweise eine kleinere Sammlung seiner übernatürlichen Geschichten, allen voran Der Pfeifenraucher endlich auch in deutscher Übersetzung für den Jugendbuchsektor heraus. Zuvor tauchte er 1956 in deutscher Sprache lediglich durch seine Einleitung der übersetzten Werke Mary Webbs auf. Im Spanischen hat sich El fumador de pipa ebenso über die Jahrzehnte hinweg erhalten.
Überhaupt scheint sich Armstrong in der Horror- und Fantasygemeinde aufgrund von drei Kurzgeschichtensammlungen, die er zwischen 1924 und 1934 veröffentlichte, bis heute dank seiner Geistergeschichten und phantasievollen Märchen einer gewissen Beliebtheit zu erfreuen: The Bazaar and Other Stories (darin enthalten:  „Mrs Barber's Christmas“, „Helm Hall“ und „A Dog's Life“), The Fiery Dive and Other Stories (darin: „The Fiery Dive“, „In the Wilds“, „Portrait of the Misses Harlowe“, „Saint Hercules“, „Sombrero“, „Widow of Ephesus“) und General Buntop's Miracle and Other Stories (darin: „Presence of Mind“, and „The Pipe Smoker“).
Eine weitere Kurzgeschichte, die längere Zeit im Repertoire des englischen Bildungshorizonts blieb, obwohl sie nicht zum oben erwähnten Genre gehörte, war The poets and the housewife, die 1987 in British short stories of today bei Penguin erschien.
Die Zeitlosigkeit seiner kleineren Werke mag man auch daran ablesen, dass Poet laureate Carol Ann Duffy für Ende 2011 eine Sammlung von zwölf festlichen Weihnachtsgedichten plant, in der neben John Short auch Martin Armstrong mit einem Gedicht vertreten sein wird. 7,5 Prozent des Verkaufserlös soll an Amnesty International gehen.
Dass seine autobiographische Skizze Victorian Peep-Show, die sein Leben bis zum Alter von zwölf Jahren beschreibt, in der heutigen Zeit eine wichtige Quelle für die Erforschung für die Alltags- und Kindheitsgeschichte des ausgehenden 19. Jahrhunderts ist, gehört zu den unerwarteten Wendungen der Literaturgeschichte.

## Adaptionen
Seine Romane wurden weder für das Fernsehen noch für den Film bearbeitet. Aber seine Kurzgeschichten boten ein besseres Potenzial. So wurde The Bachelor für die Episodenshow Ford Theatre: All Star Theatre verwendet. Die viel beachtete Kurzgeschichte von gerade einmal sieben Seiten, The Rivals, die in ihrer Grundkonzeption an den jüngeren, aber aufgrund der Hitchcockverfilmung Der Fremde im Zug bekannteren Roman Patricia Highsmiths Zwei Fremde im Zug (1950) erinnert, erfuhr in der BBC-Reihe Appointment with Drama 1955 eine Bearbeitung, in der die Kontrahenten immerhin von Rupert Davies und Leonard Sachs verkörpert wurden und sogar Tony Richardson Regie führte. Zumindest der Filmtitel, das Genre Mystery und die relativ geringe Länge von 16 Minuten geben einen Hinweis darauf, dass El fumador de pipa 1995 ebenfalls verfilmt wurde. Damit hatte Armstrong neben James Elroy Flecker noch den größten Nachhall der Georgianischen Dichter auf das Medium Film.

## Werk
Gedichte
- Exodus (1912)
- Thirty New Poems. Chapman and Hall, London 1918
- The Buzzards and Other Poems (1921)
- The Poetry of George Meredith (1921)
- The Bird-catcher and other poems (1929)
- Collected Poems (1931)
- Chichester Concert (1944) (Ode)

Biographien
- Lady Hester Stanhope (1920) (Biographie)
- Spanish Circus: Charles IV of Spain (1937)
- Victorian Peepshow (1938) (Autobiographie)

Kurzgeschichten
- The Puppet Show (1922)
- The Bazaar and Other Stories (1924)
- Sir Pompey and Madame Juno (1927)
- Saint Hercules and Other Stories (1927) (Illustrationen: Paul Nash)
- Portrait of the Misses Harlowe (1928) story
- The Fiery Dive and Other Stories (1929)
- General Buntop's Miracle and Other Stories (1934)
- A Case of Conscience and Other Tales (1937)
  - Der Pfeifenraucher und andere unglaubliche Geschichten. hrsg. von Elke Kahlert, Domino-Verl. Brinek, München 1977.

Novellen & Romane
- The Goat and Compasses (1925)
- Desert, a Legend. Holzstiche: Eric Ravilious, Jonathan Cape 1926.[40]
- The Stepson (1927)
- St. Christopher’s Day (1928)
- The Sleeping Fury (1929)
- Adrian Glynde, A Novel (1930)
- Blind Man's Mark (1931)
- The Paintbox, „How and Why“ Series (1931)
- The Romantic Adventures of Mr. Darby and of Sarah his Wife (1931)
- Lover’s Leap (1932)
- Venus Over Lannery (1936)

Anthologien
- The Sleeping Fury.  Collection of British and American authors; Vol. 4929, Bernhard Tauchnitz, Leipzig 1930
- The Fothergill Omnibus (1931)
- Fifty-four Conceits: A Collection of Epigrams and Epitaphs Serious and Comic (1933)
- Lover's Leap : A story in 3 voices. The Albatross modern continental library; Vol. 62, The Albatross, Hamburg u. a. 1934
- The Major Pleasures of Life (1934) an Anthology selected and arranged by Armstrong
- The Albatross Book of short stories : first English series. The Albatross modern continental library; Vol. 100. The Albatross, Hamburg u. a. 1934
- The Major Pleasures of Life, An Anthology (1943)

Essays
- Laughing (1928)

Herausgeberschaft
- Jeremy Taylor, A selection from his works (1923)
- The Foster-Mother (NA)
- The Essential Mary Webb. Cape 1949.
  - Mary Gladys Meredith Webb:  Über die Hügel und in die Ferne : Ein Romanfragment u. 10 Erzählungen. Mit einem Vorwort von Martin Armstrong. Deutsch von N. O. Scarpi. Fretz & Wasmuth, Zürich/Stuttgart  1956

Übersetzungen
- Don Pedro Antonio de Alarcon: The Three-Cornered Hat. Gerald Howe Ltd, London 1928.